# 英吾斯坦乡 (巴楚县)
英吾斯坦乡，是中华人民共和国新疆维吾尔自治区喀什地区巴楚县下辖的一个乡镇级行政单位。

## 行政区划
英吾斯坦乡下辖以下地区：
加格达村、其盖库都克村、库木奇库勒村、且迪尔村、协开尔巴格村、再库勒村、拜什塔木村、阔纳巴扎村、奥尔曼村、阿特恰帕尔村、库木库勒村、英吾斯塘村、格什勒克吾斯堂村、铁热克力克村子、尤木拉克却勒村、喀拉玉吉买村、阿克墩村、也台买里村和巴什乌塘村。